# Magyar Remekírók (Heckenast Gusztáv)
A Magyar Remekírók a 19. század közepén megjelent magyar szépirodalmi könyvsorozat, amely nevezetesebb magyar szépírók és költők munkáit bocsátotta közre a nagyközönség számára. Ez volt az első magyar nyelvű gyűjteményes sorozat. Egyes kötetek több kiadásban is megjelentek, egészen az 1880-as évekig. Értéküket növelte, hogy a kötetekben a költők, írók arcképei is megtalálható volt. A sorozat kis méretű kötetei aranyozással díszített piros vagy kék kötésben, Heckenast Gusztáv kiadásában Pesten jelent meg az 1850/1860-as években.

## A sorozat részei
- 1. Kisfaludy Sándor. A kesergő szerelem. Kisfaludy arczképével. (209 l.) Pest. 2. kiad. (XXII és 186 l.) 1875.
- 2. Kisfaludy Sándor. A boldog szerelem. (176 l.) Pest, 1864.
- 3. Kisfaludy Károly költeményei. Kisfaludy arczképével. (242 l.) Pest, 1864.
- 4. Kazinczy Ferencz költeményei. Kazinczy arczképével. (243 l.) Pest, 1858.
- 5. Kisfaludy Sándor. Gyula szerelme. (234 l.) Pest, 1860.
- 6. Csokonai Mihály válogatott versei. Csokonai arczképével. 2. kiad. (246 l.) 1874.
- 7. Katona József. Bánk bán. Katona arczképével. 5. kiad. (224 l.) Pest, 1862. 6. kiad. (224 l.) 1875.
- 8. Kölcsey Ferenc versei. Kölcsey arczképével. (224 l.) Pest, 1863.
- 9–10. Zrinyi Miklós. Szigeti veszedelem. 2 köt. Zrínyi arczképével. (XII és 176, 179 l.) Pest, 1863.
- 11–12. Garay János. Szent László. Történeti költemény. 2 köt. (248, 208 l.) Pest, 1865.

## Képtár

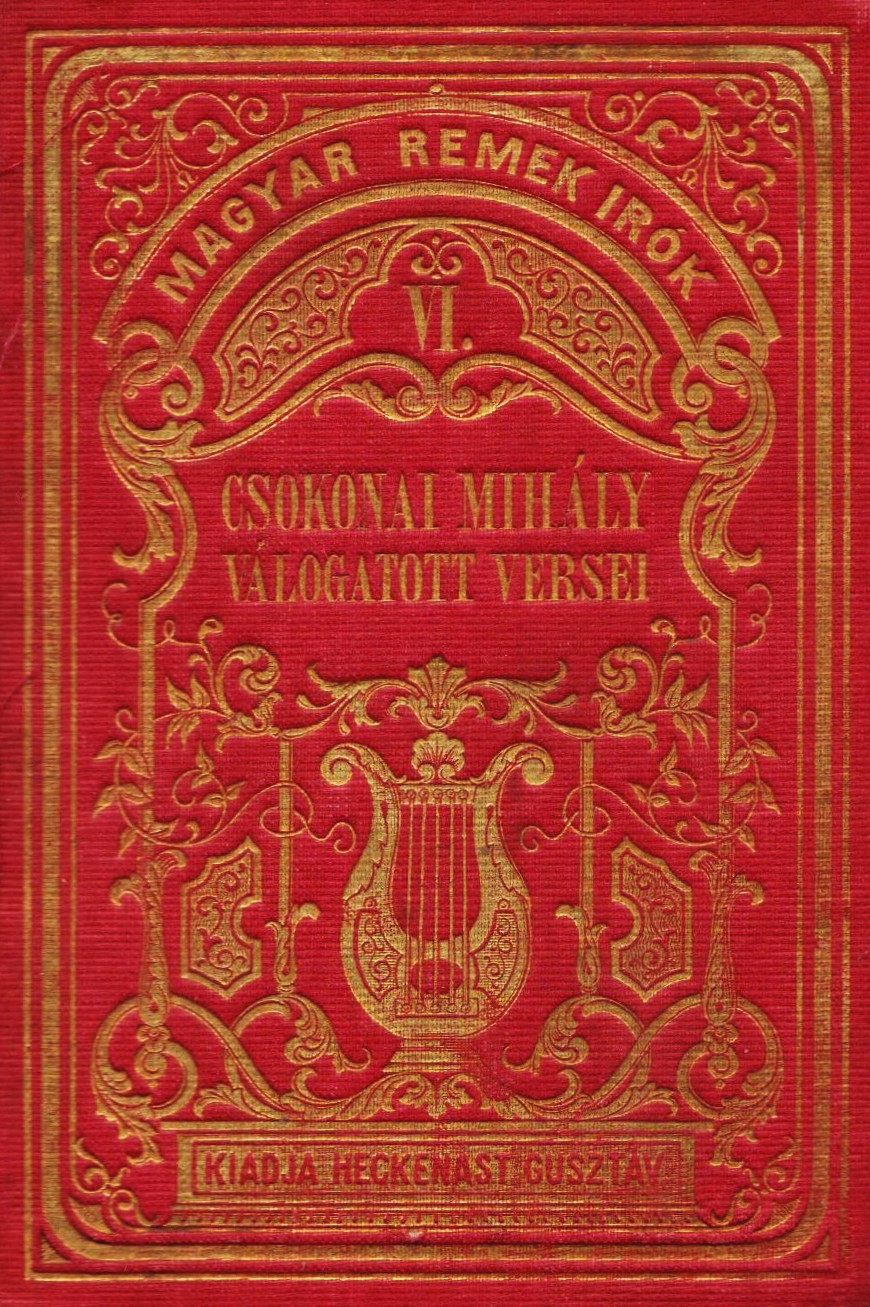
Csokonai Mihály válogatott versei (borító)
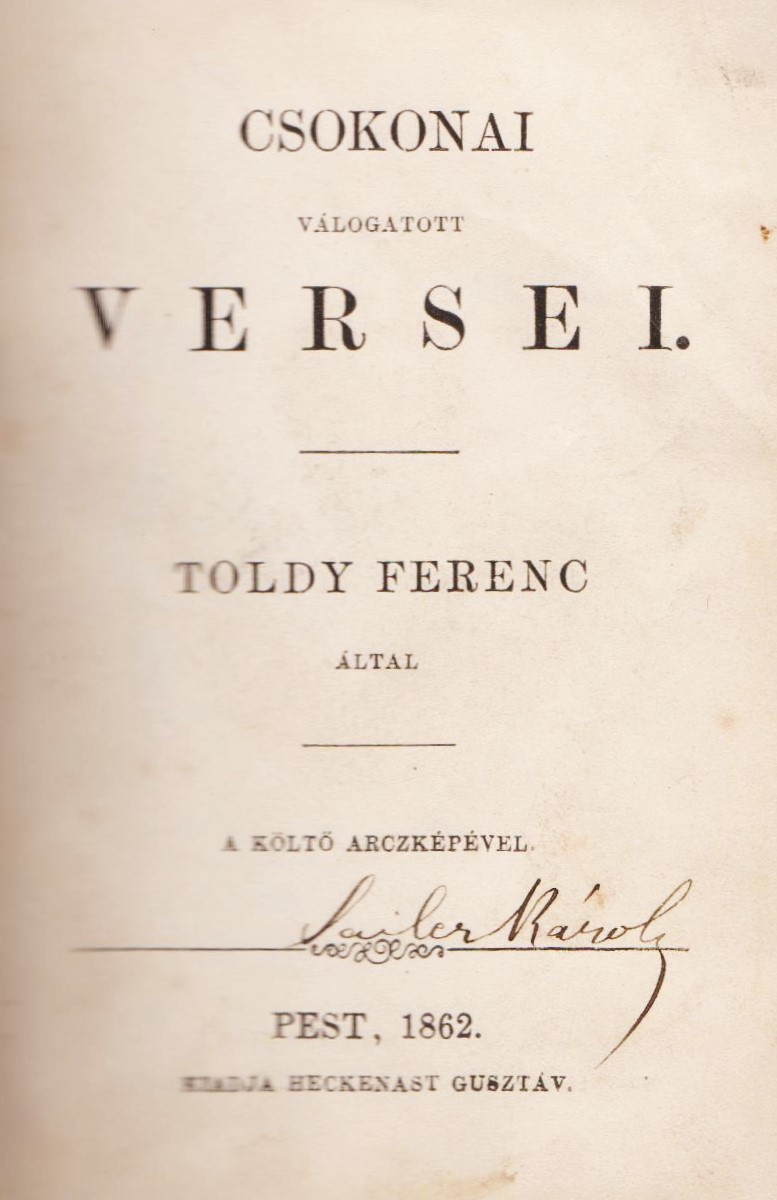
Csokonai Mihály válogatott versei (címlap)
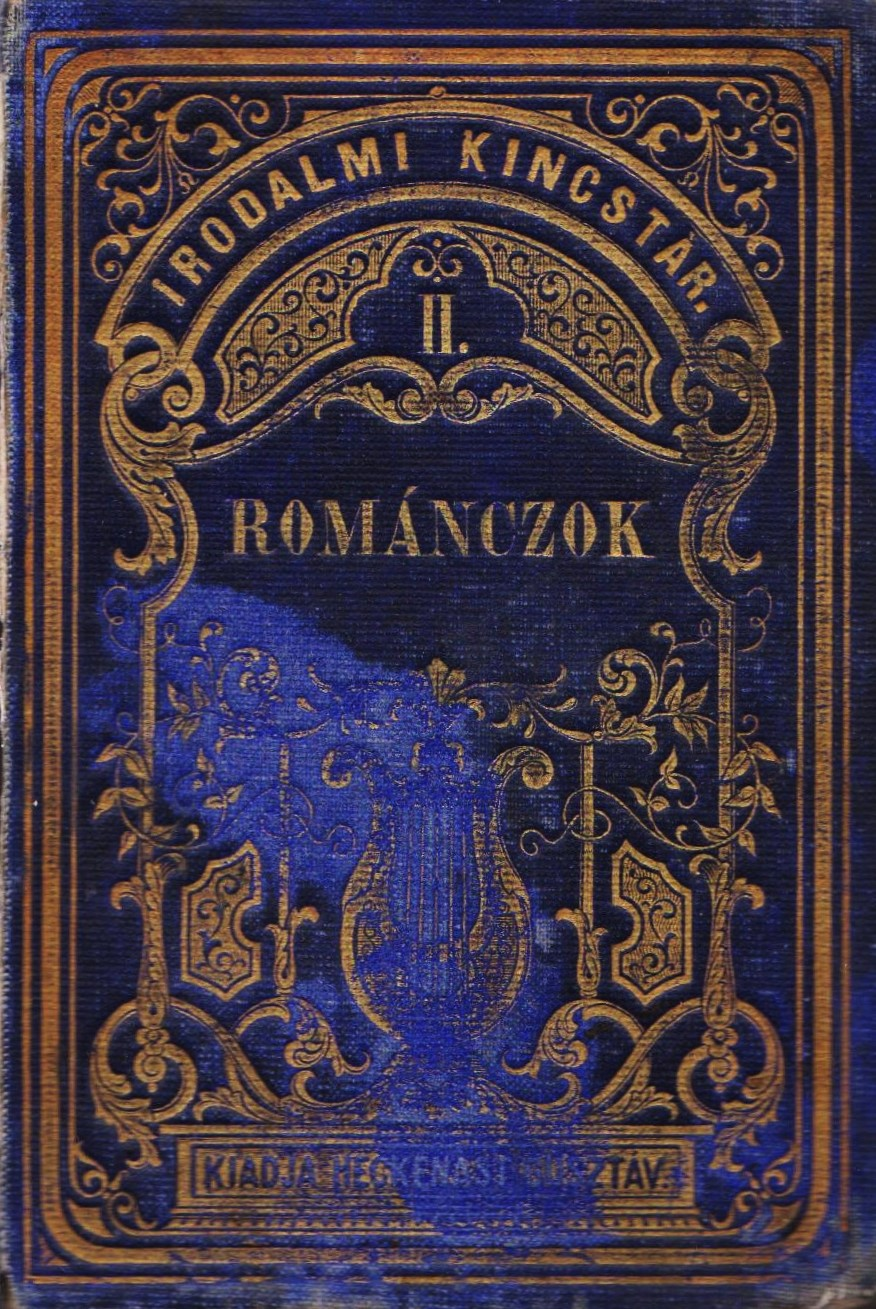
Románczok (borító)
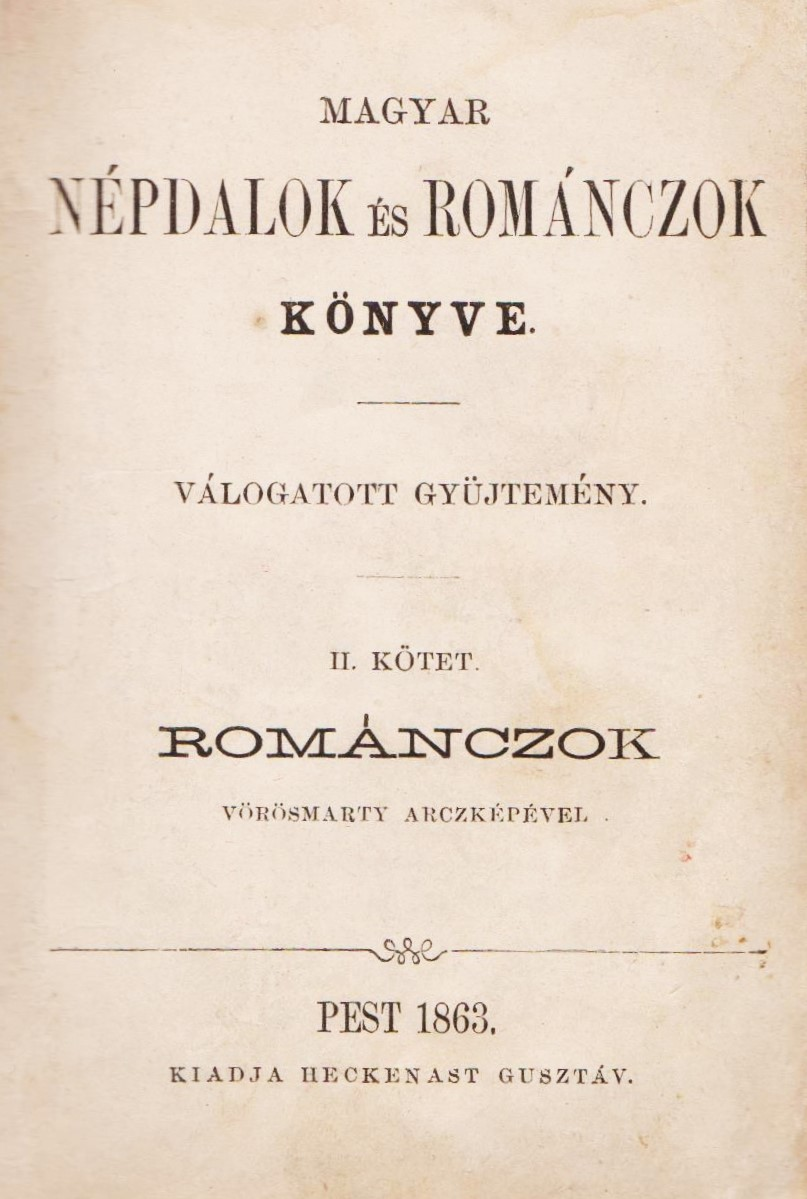
Románczok (címlap)